# Erich Bruns
Erich Hellmuth Robert William Bruns, auch Erich Victorowitsch Bruns, (geboren am 8. April 1900 in Sankt Petersburg; gestorben am 31. Oktober 1978 in Berlin) war ein deutscher Wissenschaftler, der sich um den Aufbau der Meeresforschung im Osten Deutschlands verdient gemacht hat. Er war Mitbegründer des Seehydrographischen Dienstes der DDR.

## Ausbildung und Wirken
In Sankt Petersburg erlebte Erich Bruns die häufigen Hochwasser; zwischen 1900 und 1937 gab es davon 46, darunter am 23./24. September 1924 das mit 3,70 m über Mittelwasser zweithöchste, seit 1703 beobachtete Hochwasser. Das beeinflusste ihn bei seiner Berufswahl.
Bruns bestand 1918 an der deutschen Katharinenschule die Abiturprüfung mit Auszeichnung, anschließend arbeitete er drei Jahre als Hafenarbeiter und Lastträger. Ab dem Jahr 1922 studierte er an der Fakultät für Wasserbau der Polytechnischen Hochschule Petrograd mit der Spezialisierung auf See- und Hafenbau, er schloss das Studium im Jahr 1930 ab und erwarb den akademischen Grad Kandidat der Wissenschaften.
In Deutschland wurde sein im sowjetischen Leningrad erworbener Hochschulabschluss nicht anerkannt. Nach einer Beschäftigung als Bauarbeiter und Polier in Berlin arbeitete er ab 26. Mai 1938 in der Wasserstraßendirektion in Potsdam und studierte als Externer von 1938 bis 1941 an der Technischen Hochschule Berlin-Charlottenburg. Bruns erwarb im Januar 1941 das Diplom im Bauingenieurwesen und promovierte am 11. Oktober 1944 zum Dr.-Ing. Sein Thema war die „Berechnung des Wellenstoßes auf Molen- und Wellenbrecher“, Gutachter waren Arnold Agatz und Friedrich Tölke.
Er blieb nach Ende des Zweiten Weltkriegs in der Sowjetischen Besatzungszone. Zu seinen Aufgaben gehörte dabei zunächst der Wiederaufbau des Binnenwasserstraßennetzes in Ostdeutschland, später war er beim Aufbau des Seehydrographischen Dienstes tätig, dessen Chef er – im Range eines Kapitän zur See in der Hauptverwaltung Seepolizei bzw. Volkspolizei See – von 1950 bis 1952 war. Bruns gründete das Institut für Meereskunde in Warnemünde.
Von 1953 bis 1957 leitete er das Hydro-Meteorologische Institut des Seehydrographischen Dienstes, anschließend, von 1958 bis zum 30. Juni 1965, war er Leiter (ab 1960 als Direktor) des Instituts für Meereskunde der Deutschen Akademie der Wissenschaften.
Am 12. Dezember 1956 habilitierte Bruns zum Dr. Ing. habil. an der Mathematisch-Naturwissenschaftlichen Fakultät der Karl-Marx-Universität Leipzig bei Karl Schneider-Carius zum Thema „Sturmfluten der Ostsee insbesondere des Finnischen Meerbusens, ihre Entstehung, Wirkung und Vorhersage“. Am 1. Juni 1957 wurde er zum nebenamtlichen Hochschuldozenten für das Fachgebiet Ozeanologie am Geophysikalischen Institut der Mathematisch-Naturwissenschaftlichen Fakultät der Karl-Marx-Universität Leipzig ernannt. Vom 1. Januar 1960 bis 31. Januar 1970 wirkte Bruns nebenamtlich als Professor mit Lehrauftrag für Ozeanologie an der Leipziger Universität.

## Forschungstätigkeit
Als Student war er an der Abteilung Meereskunde des Staatlichen Hydrologischen Instituts (SHI) tätig, einige der Gründungsmitglieder des SHI, wie Juli Michailowitsch Schokalski, Nikolai Michailowitsch Knipowitsch und Konstantin Michailowitsch Derjugin wurden zu seinen Lehrern. Auf dem Motorkutter Nerpa nahm Bruns 1928 an ozeanographischen Untersuchungen im Finnischen Meerbusen teil. Nach Abschluss des Studiums war er von 1931 bis 1935 als wissenschaftlicher Assistent am Lehrstuhl für Hydrologie und Hydrometrie der Fakultät für Wasserbau tätig, von 1932 bis 1937 als Gruppenleiter im Bereich der „Wellenforschung“ der Abteilung Meereskunde des Staatlichen Hydrologischen Instituts.
Bruns widmete sich Untersuchungen zum Seegang und zu den Einwirkungen von Wellen auf Wasserbauten. Dafür maß er am Finnischen Meerbusen, am Weißen Meer, an der Barentssee und am Schwarzen Meer die Wellenbewegungen. Gemeinsam mit Kollegen entwickelte er einen Küstenwellenschreiber und andere meereskundliche Geräte. Er untersuchte in den 1930er Jahren in der Sowjetunion die Oberflächenwellen von Meeren und die Wirkung des Wellenstoßes auf Uferschutzbauten sowie die Wirkung von Sturmhochwassern im Newadelta. Auf der V. Hydrologischen Konferenz der Baltischen Staaten im Jahr 1936 berichteten nur die Vertreter der Sowjetunion und Deutschlands von Untersuchungen zu den Oberflächenwellen in der Ostsee, in den anderen Anrainerländern gab es derartige Untersuchungen bis dato nicht. Bruns gab auf der Konferenz Informationen zur Seegangsskala und die Klassifikation der Wellentypen und Wellenformen, die das Staatliche Hydrologische Institut unter maßgeblichem Mitwirken Erich Bruns’ entwickelt hatte.
Nachdem er die Sowjetunion hatte verlassen müssen, war er von 1938 bis April 1945 in Potsdam an vorbereitenden Projekten zur Umgestaltung der Berliner Wasserstraßen beteiligt.
Bruns nahm an der ersten Expedition des sowjetischen Forschungsschiffs Michail Lomonossow in den Nordatlantik als Leiter der Gruppe von Ozeanographen, Meteorologen und Ingenieuren aus der
DDR teil.

## Politik
Bruns trat, nachdem er im Jahr 1960 Direktor des Instituts für Meereskunde der Deutschen Akademie der Wissenschaften geworden war, in die Sozialistische Einheitspartei Deutschlands ein.

## Familie
Erich Bruns war der erste Sohn von Victor und Irma Bruns, er hatte zwei jüngere Brüder.
Sein Großvater Karl Christoph Bruns (1831–1913), ein Kaufmann aus Bremen, war in der zweiten Hälfte des 19. Jahrhunderts nach Sankt Petersburg ausgewandert und hatte sich dort wieder als Kaufmann niedergelassen. Erich Bruns Vater war Victor Karl Adolf Bruns (1864–1917), seine Mutter war die Deutsche Irma Adele Salome (1877–1936), beide waren in Sankt Petersburg geboren. Victor Karl Adolf Bruns war als Kaufmann tätig, er war Vertreter der Löwenbräu AG. Die Familie wohnte im Stadtbezirk auf der Petersburger Wassiljewski-Insel.
Er heiratete im Jahr 1928 Soja Terechowko (1904–1983), eine russische Biologin. Das Ehepaar bekam im Jahr 1929 die Zwillinge Waldemar und Andreas (1929–1979). Bruns Schwiegereltern Wassilij und Margarita Terechowko, bei denen die junge Familie zunächst wohnte, wurden im Jahr 1936 nach Orenburg deportiert. Dort wurde Wassilij Terechowko 1938 verhaftet und zu zehn Jahren Straflager verurteilt; er verschwand spurlos. Margarita Terechowko durfte später nach Leningrad zurückkehren, sie verhungerte 1942 während der Leningrader Blockade.
Erich Bruns und sein Bruder Friedrich wurden 1937 als „Spione“ und „Volksfeinde“ durch die Geheimpolizei der Sowjetunion verhaftet, vom 30. Juli 1937 bis 31. März 1938 waren sie in Untersuchungshaft in Leningrad. Im April 1938 wurden als unerwünschte Personen nach Deutschland ausgewiesen, bald darauf auch der Bruder Victor Bruns. Erich Bruns Frau konnte ihm erst im Februar 1940 mit den beiden Kindern folgen. Im Jahr 1948 ließen sich Erich und Soja Bruns scheiden. Bruns heiratete erneut und lebte mit seiner Frau Leokadia und deren Tochter in einem Haus in Berlin-Grünau.
Andreas Bruns wurde Architekt und lebte in der Schweiz, Waldemar Bruns wurde Arzt und blieb im Osten Deutschlands, der DDR. Erich Bruns Bruder Victor war Komponist, auch in Ostdeutschland, während Friedrich Bruns nach Westdeutschland gegangen war.
Bruns erlitt am 31. Oktober 1978 in seinem Haus in Berlin einen Herzinfarkt, in dessen Folge er starb. Seine Urne wurde auf dem Zentralfriedhof Friedrichsfelde mit militärischen Ehren beigesetzt.

## Publikationen
Bruns verfasste in Handbüchern über die Hydrologie der die Sowjetunion umgebenden Meere (wie Ostsee, Weißes Meer, Barentssee, Beringmeer, Ochotskisches Meer, Japanisches Meer) die Abschnitte über die Wellen. Im Handbuch des Hydrologen verfasste er Abschnitte über Messmethodiken in Flüssen und zum Wasserstand sowie zur Wellenmessung. Im Handbuch der Wellen der Meere und Ozeane fasste er diese Kenntnisse zusammen.
Peter Hupfer schreibt, dass Bruns’ Bücher heute keinen wissenschaftlichen Wert hätten und nicht zitiert würden; er führt das auf Fehleinschätzung des eigenen Vermögens und der internationalen Entwicklung der Meereswissenschaften durch Bruns zurück.
Einige seiner Veröffentlichungen in der Sowjetunion wurden unter Nennung seines Vatersnamens unter Erich Victorowitsch Bruns veröffentlicht.

### Auswahl
- Handbuch der Wellen der Meeres und Ozeane 2. Auflage. VEB Deutscher Verlag der Wissenschaften, Berlin 1955
- Ozeanologie, Band I: Einführung in die Ozeanologie: Ozeanographie., VEB Deutscher Verlag der Wissenschaften, Berlin 1958
- Ozeanologie, Band II: Ozeanometrie 1, VEB Deutscher Verlag der Wissenschaften, Berlin 1962
- Ozeanologie, Band III: Ozeanometrie 2, VEB Deutscher Verlag der Wissenschaften, Berlin 1968,  B. G. Teubner Verlag, Leipzig, 1968
- Berechnung des Wellenstoßes auf Molen und Wellenbrecher. In: Jahrbuch der Hafenbautechnischen Gesellschaft (1940–1949), Band 19, Springer, Berlin-Heidelberg, S. 92–158
- Über die Modellmaßstabsregeln für Wasserbaulaboratorien. In: Schriften Staatl. Hydrolog. Institut, Leningrad, 1932, VII – X: S. 33–51 (russ. mit dt. Zfg.)
- Einige statistische Angaben und Eigentümlichkeiten der Überschwemmungen in der Newamündung. IV. Hydrologische Konferenz der Baltischen Staaten, Leningrad, September 1933, Bericht Nr. 69: S. 1–9 (dt.)
- Zusammenhang zwischen Seegang und Wind anhand von Beobachtungen an Küstenstationen. In: Derjugin, K. M., Issledowanija Morej SSSR = Erforschung der Meere der UdSSR, Spezialausgabe A, Hydrometeorologischer Dienst der UdSSR, Staatl. Hydrolog. Institut, Leningrad, Moskau, S. 69–92 (russ.)
- Oberflächenwellen der Ostsee. V. Hydrologische Konferenz der Baltischen Staaten, Helsingfors 1936, Bericht 11A (Generalbericht), S. 1–24 (dt.)
- Deutscher Landesbericht (Deutsche Demokratische Republik) für die 13. Generalversammlung der IUGG in Berkeley (Kalifornien), Fachgruppe Physikalische Ozeanographie, Berlin: Nationalkomitee für Geodäsie und Geophysik der DDR, 1963

## Ehrungen
- 1918: Silber-Medaille der St. Katharinenschule St. Petersburg für Abitur
- 1943: Kriegsverdienstkreuz II. Klasse.
- 1954: Medaille für treue Dienste in der Kasernierten Volkspolizei
- 1957: Medaille für treue Dienste in der Nationalen Volksarmee
- 1959: Medaille für ausgezeichnete Leistungen
- 1960: Vaterländischer Verdienstorden in Bronze
- 1966: Medaille der Waffenbrüderschaft in Gold